# Robert Barth (Politiker)
Robert Barth (* 25. Januar 1900 in Goddelau; † 15. Mai 1942 in Belgorod, UdSSR) war ein deutscher Politiker der NSDAP. Von 1933 bis 1942 war er Oberbürgermeister von Mainz.

## Leben
Robert Barth war der Sohn des praktischen Arztes Wilhelm Barth. Er war verheiratet. 
Nach dem Abitur 1918 und dem Ersten Weltkrieg, den er noch als Unteroffizier der Infanterie an der französischen Westfront mitgemacht hatte, trat er um die Jahreswende 1918/1919 einem Freikorps bei, mit dem er gegen den Spartakusaufstand kämpfte. Ab dem Wintersemester 1919 begann er Medizin zu studieren, dann Rechtswissenschaft in Gießen und München. Während des Studiums wurde er 1919 Mitglied der Burschenschaft Germania Gießen. Er nahm am Kapp-Putsch und an den Aufständen in Oberschlesien teil. Nach seinem Examen 1923 qualifizierte er sich im Vorbereitungsdienst der hessischen Justiz und Verwaltung, dem sich 1926 die Assessorprüfung anschloss.  Er arbeitete als Assessor an den Amtsgerichten Offenbach, Wald-Michelbach, Zwingenberg und dem Landgericht Mainz. 1928 wurde er zum Doktor der Rechte promoviert und 1931 zum Amtsgerichtsrat in Offenbach am Main bestellt. 
Robert Barth trat zum 1. Dezember 1931 der NSDAP bei (Mitgliedsnummer 763.101). In der SA brachte er es zum Obersturmführer. Wenig später wurde er Parteivorsitzender in Offenbach und Leiter der Gau-Rechtsstelle des Gaues Hessen. 1932 bis 1933 war er in der 6. Wahlperiode gewähltes Mitglied des Landtags des Volksstaates Hessen. Nach der Machtergreifung Hitlers wurde Barth am 9. März zum Polizeidirektor von Worms und ab dem 12. März 1933 zum Polizeidirektor von Mainz berufen. Am 31. März 1933 wurde Rudolf Mueller seines Amtes als Oberbürgermeister von Darmstadt enthoben, daraufhin wurde Barth am 1. April kommissarisch als dessen Nachfolger eingesetzt.
Nach der Absetzung von Wilhelm Ehrhard als Oberbürgermeister von Mainz durch die Nazis am 26. März 1933 hatte zunächst der hessische Landtagspräsident Philipp Wilhelm Jung das Amt kommissarisch inne. Am 23. Mai 1933 wurde Barth, zunächst kommissarisch, Oberbürgermeister. Dieses Amt hatte er bis zu seinem Tod 1942 inne. Nachfolger wurde Heinrich Ritter. Ab August 1933 war Barth zudem kommissarischer Kreisleiter im Kreis Mainz. 
Barth meldete sich bei Beginn des Zweiten Weltkrieges 1939 freiwillig zum Kriegsdienst und fiel 1942 im Rang eines Oberleutnants im russischen Belgorod (Armee-Feldlazarett 4/542) an der Ostfront. Während dieser Zeit wurde er von dem Landrat des Landkreises Mainz, Wilhelm Wehner, vertreten.

## Ereignisse während seiner Amtszeit
- 1933: Mainz hat den höchsten Schuldenstand einer Stadt im Deutschen Reich
- ab 1933: Arisierung jüdischer Geschäfte
- 1934: Planungen für ein neues Rathaus im Bereich der ehemaligen Golden-Ross-Kaserne
- Rheinlandbesetzung (1936)
- 1937 Fertigstellung der Kathen-Kaserne, Ausbau und Umzug des Altertumsmuseums und der Gemäldegalerie in den kurfürstlichen Marstall
- 1. November 1938 Mainz wird kreisfreie Stadt.
- 1938: Eingemeindung von Gonsenheim
- 1938: Novemberpogrome 1938, Renovierung des Stadttheaters, die Stadt scheidet aus dem Landkreis Mainz aus und wird kreisfrei
- 1941: Besuch des Apostolischen Delegaten Roncalli, dem späteren Papst Johannes XXIII.[5]
- Schaffung der Gutenberg-Plakette der Stadt Mainz und der Gutenberg Festwoche
- 15. November 1941: Auflösung aller Mainzer sozialen Stiftungen und Zusammenführung in einer „Mainzer Fürsorgestiftung“[6]
- 1941: Auflösung der Simon-Blad-Stiftung zugunsten einer „Mainzer Ausbildungsstiftung“[7]